# Compartimentazione

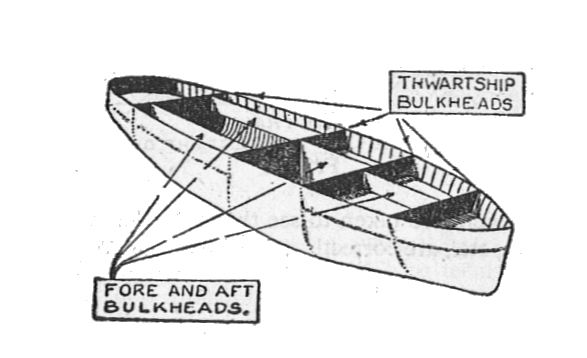
Compartimentazione stagna di una nave

La compartimentazione, riferita alla terminologia marinaresca, è la suddivisione di uno scafo in varie sezioni ermetiche ed indipendenti tra loro, dette compartimenti separabili completamente tra loro attraverso paratie stagne.
Il fine della compartimentazione è quello di assicurare la galleggiabilità della nave anche in caso di frattura dello scafo, che comporti l'allagamento di uno o più compartimenti. La compartimentazione è stata introdotta nella struttura degli scafi alla fine del XIX secolo e la sua tecnica è stata affinata col tempo, dopo varie esperienze, non ultima l'affondamento del Titanic.